# 黎培敬
黎 培敬（れい ばいけい、Li Peijing、1826年 - 1882年）は、清末の官僚。字は簡堂。湖南省湘潭県出身。
1860年、進士になり、庶吉士に選ばれ、編修となった。1864年に貴州学政となった。その後、布政使となってミャオ族の蜂起軍の鎮圧にあたった。
1875年、貴州巡撫となった。1879年に四川按察使に降格となったが、四川総督の丁宝楨に評価され、1880年に漕運総督に抜擢された。在任中は汚職を行わず、公益事業を盛んに興した。1881年、江蘇巡撫に任命されたが、病のために故郷に帰った。死後、文粛の諡号を贈られた。